# Rue de Clignancourt
La rue de Clignancourt est une voie du 18e arrondissement de Paris. 

## Situation et accès
Cette rue toute droite est longue de 1 325 mètres. Orientée quasiment sud-nord, elle débute à la frontière sud du 18e arrondissement, boulevard de Rochechouart, pour finir rue Championnet, pratiquement à la limite nord de ce même arrondissement.
Cette voie franchit une butte, au pied de la butte Montmartre, dont le sommet se trouve à proximité de la rue Muller, et elle présente une rupture de continuité au niveau de son intersection avec le boulevard Ornano. La fin de son tracé, rectiligne et plat, se termine à proximité des boulevards des Maréchaux, rue Championnet.

## Origine du nom
Elle porte le nom de l'ancien village de Clignancourt dont elle était la voie principale.

## Historique
Jusqu'au milieu du XIXe siècle, le village de Clignancourt est relié à Paris par la chaussée de Clignancourt. Après la construction du mur des Fermiers généraux, la chaussée commence au niveau de la barrière de Rochechouart.
À partir de 1844, une grande partie du parc du Château-Rouge, situé sur la commune de Montmartre, est loti. Une ordonnance du 31 mars 1847 autorise les différents propriétaires à ouvrir plusieurs voies. Une rue de 12 m de large est tracée entre la rue Marcadet et le carrefour de la chaussée de Clignancourt et la rue des Vinaigriers (actuellement rue Christiani). Elle prend le nom de « rue du Château-Rouge ». Le 8 juin 1858, une rue, dite « rue O », prolongeant la rue du Château-Rouge jusqu'à la ligne de Petite Ceinture (rue Championnet) est déclarée d'utilité publique. Cette rue est par la suite rattachée à la rue du Château-Rouge.
Après le rattachement de Montmartre à Paris par la loi du 16 juin 1859, la chaussée de Clignancourt et la rue du Château-Rouge sont classées officiellement dans la voirie parisienne le 23 mai 1863.
Le 2 avril 1868, la partie sud de la chaussée de Clignancourt, la partie nord ayant déjà été renommée « rue Ramey » en 1865, et la rue du Château-Rouge sont réunies pour former la rue de Clignancourt.

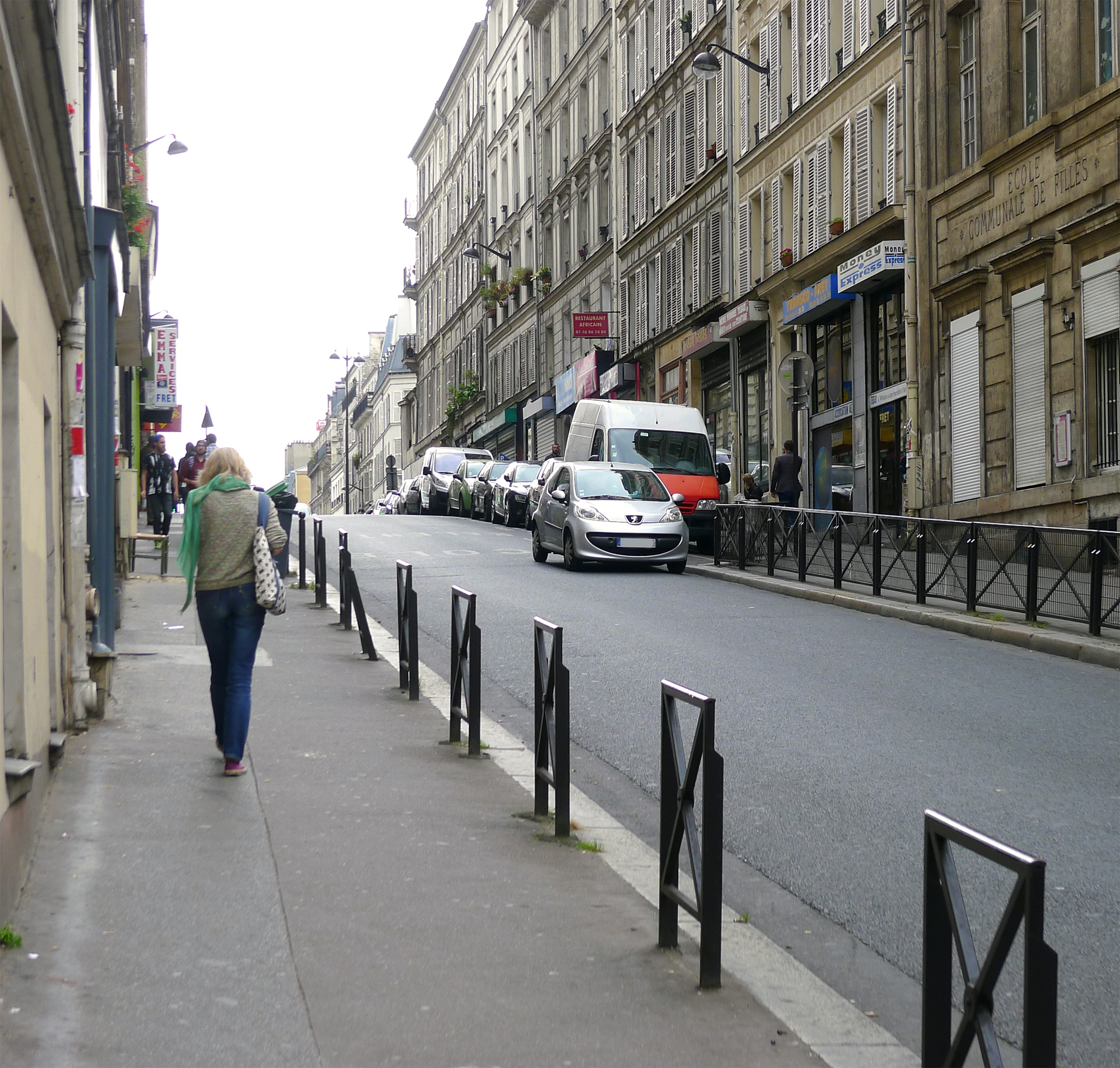
La rue monte vers la rue Muller.
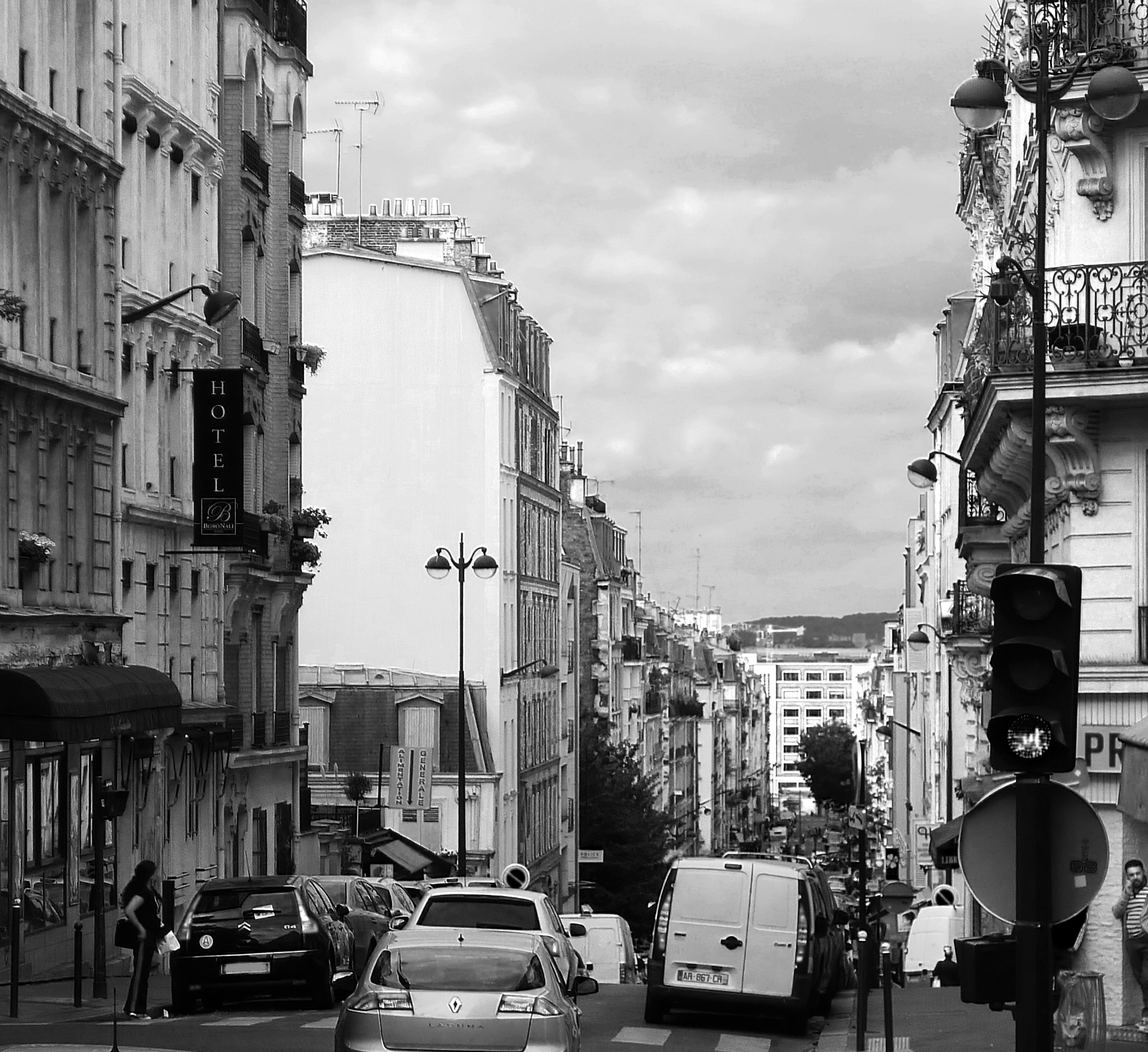
La rue descend vers le boulevard Ornano.
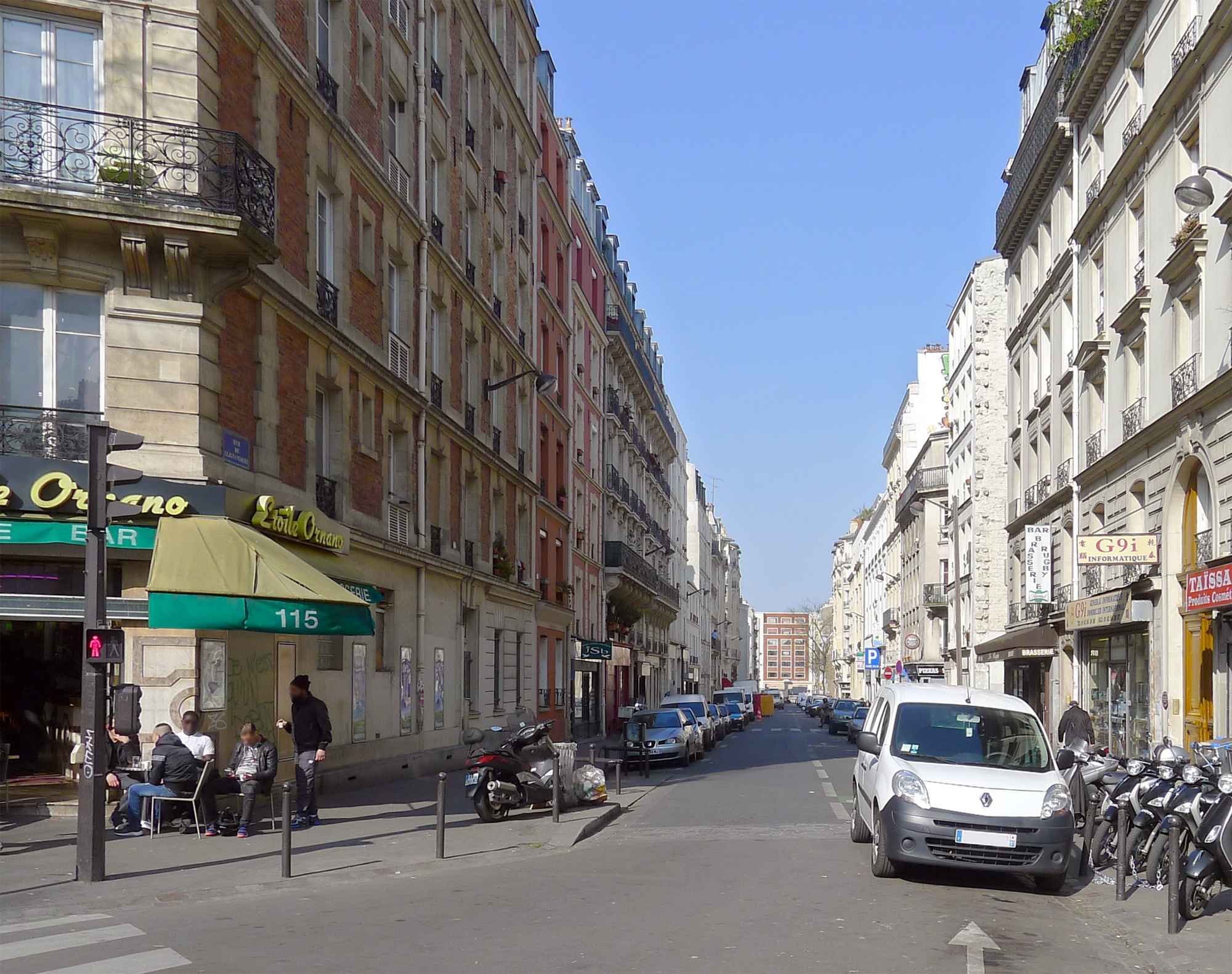
Le bas de la rue, au-delà du boulevard Ornano.
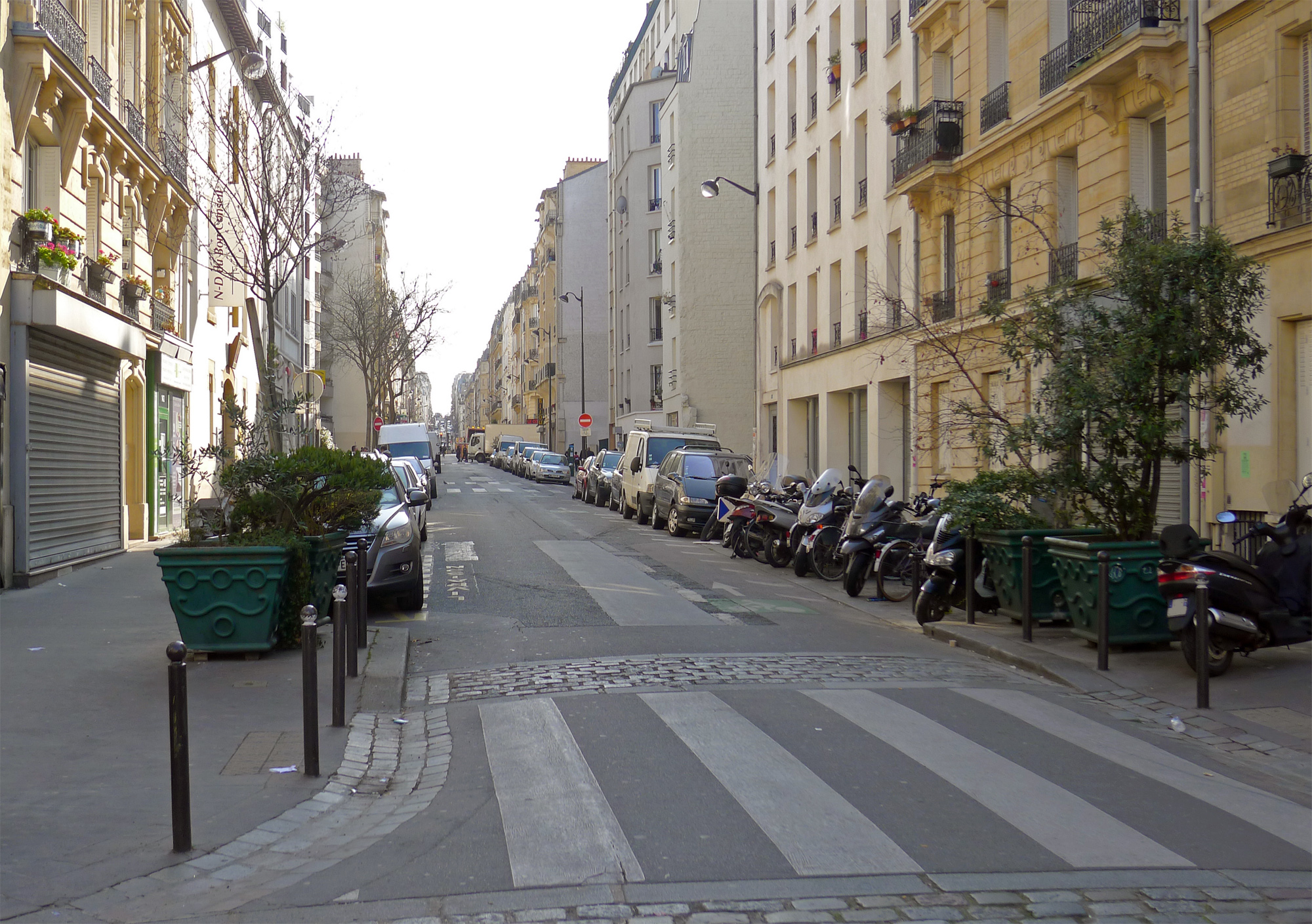
L'extrémité nord de la rue vue depuis la rue Championnet.

## Bâtiments remarquables et lieux de mémoire
- No 26 : les Grands Magasins Dufayel (initialement Palais de la Nouveauté) occupent depuis 1856 le quadrilatère d'un peu plus d'un hectare délimité par le boulevard Barbès, la rue de Clignancourt, la rue Christiani et la rue de Sofia. En 1892, l'entrée principale du magasin, située au 26, rue de Clignancourt, est aménagée de manière monumentale avec un fronton de Jules Dalou et des sculptures d'Alexandre Falguière. L'entrée est coiffée d'un dôme qui supporte un phare éclairant Paris ; le dôme sera démoli en 1957. Pour attirer la clientèle, le grand magasin comprend un théâtre de grande taille et un jardin d'hiver. En 1912, les Grands Magasins Dufayel emploient 15 000 personnes et se targuent d'être l'établissement le plus important de ce type dans le monde. Il ferme ses portes en 1930 et ses locaux sont repris après la Seconde Guerre mondiale par la BNP qui y installe ses services centraux. Dans les années 1990, la BNP abandonne une partie des bâtiments qui sont remodelés et convertis en logements et locaux commerciaux[7]. En 2023, l’ensemble est l’objet d’importants travaux de transformation et de rénovation par le groupe Vinci Immobilier, dans le but d’aboutir à l’été 2024 à la livraison de 11 356 m2 de bureaux[8].

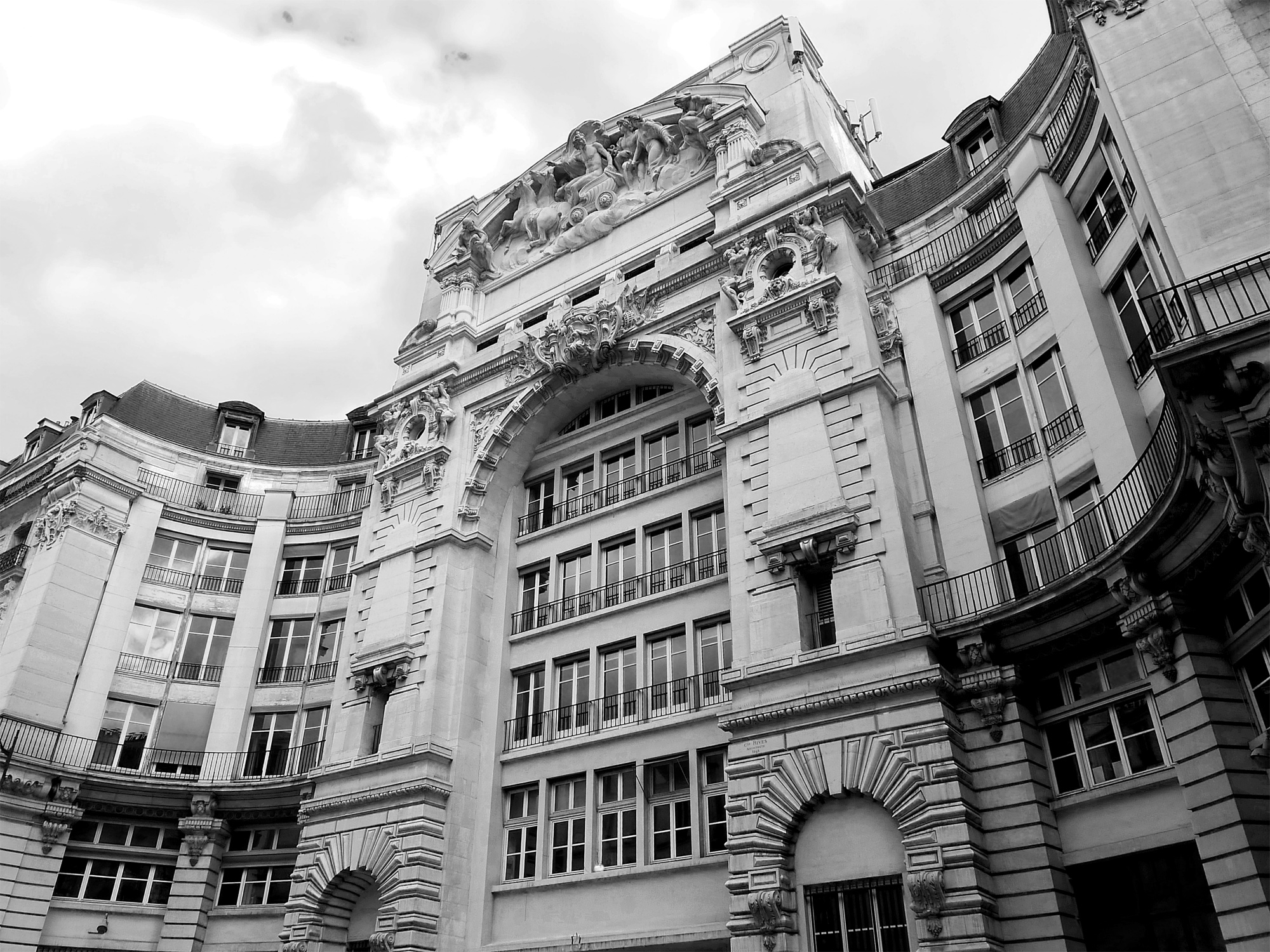
Façade de l'entrée au no 26 de la rue.
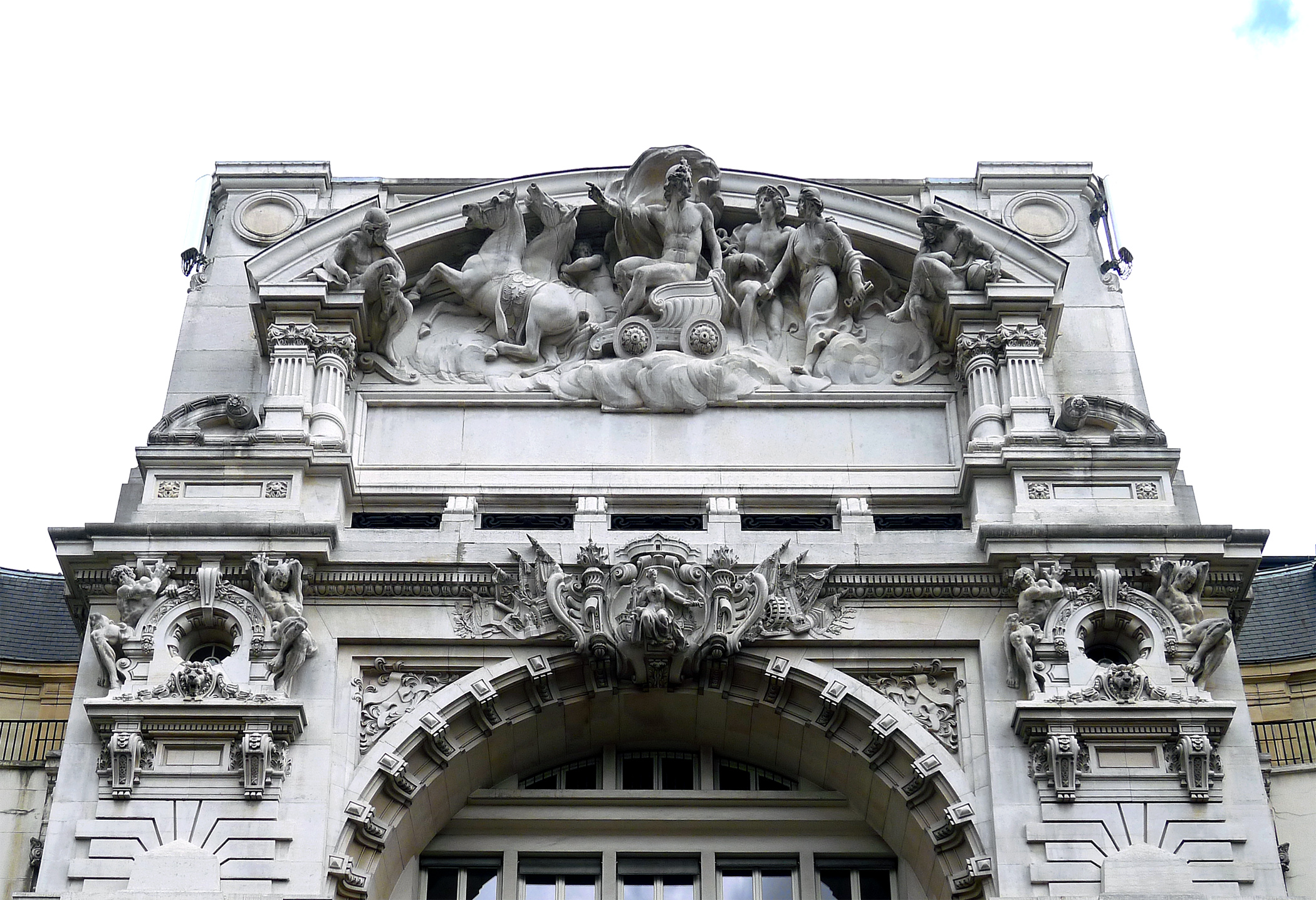
Détail du fronton.

- Nos 42-54 : l'ancien Château-Rouge, qui a donné son nom à une partie du quartier, était un petit manoir de briques et de pierres édifié vers 1780 par un subdélégué de l'intendance de Paris. Le bâtiment était entouré d'un beau parc qui s'étendait entre les rues Doudeauville, des Poissonniers, Christiani et Ramey. En 1814, le Château-Rouge sert de poste de commandement à Joseph, frère de Napoléon, chargé de défendre Paris. En 1844, le parc est en grande partie transformé en lotissement. Le château et ce qui reste du parc devinrent le bal du Château-Rouge ou du Nouveau Tivoli, un bal public très en vogue entre 1848 et 1864. Le premier des banquets des réformateurs qui allaient déboucher sur la chute du régime de Louis-Philippe est donné dans ses jardins le 9 juillet 1847 et rassemble 1 200 personnes. Le bal public ferme ses portes et est démoli en 1882. Des maisons de rapport sont édifiées à son emplacement notamment au 42 et 54, rue de Clignancourt[9].
- Nos 43 : ici se trouvait dans les années 2000 une plaque commémorative fantaisiste : « Le 17 avril 1967, ici, il ne s’est rien passé »[10].

- No 63, à l'angle avec la rue Custine : ancienne école de garçon construite en 1875, où le futur président de la République Paul Doumer fut élève (une plaque commémorative lui rend hommage)[11],[12]. Y sont également passés : Jules Romains, Jean Gabin, Marcel Bleustein-Blanchet, Maurice Gross[13] et Jean-Louis Giovannoni. De nos jours, collège Roland-Dorgelès.

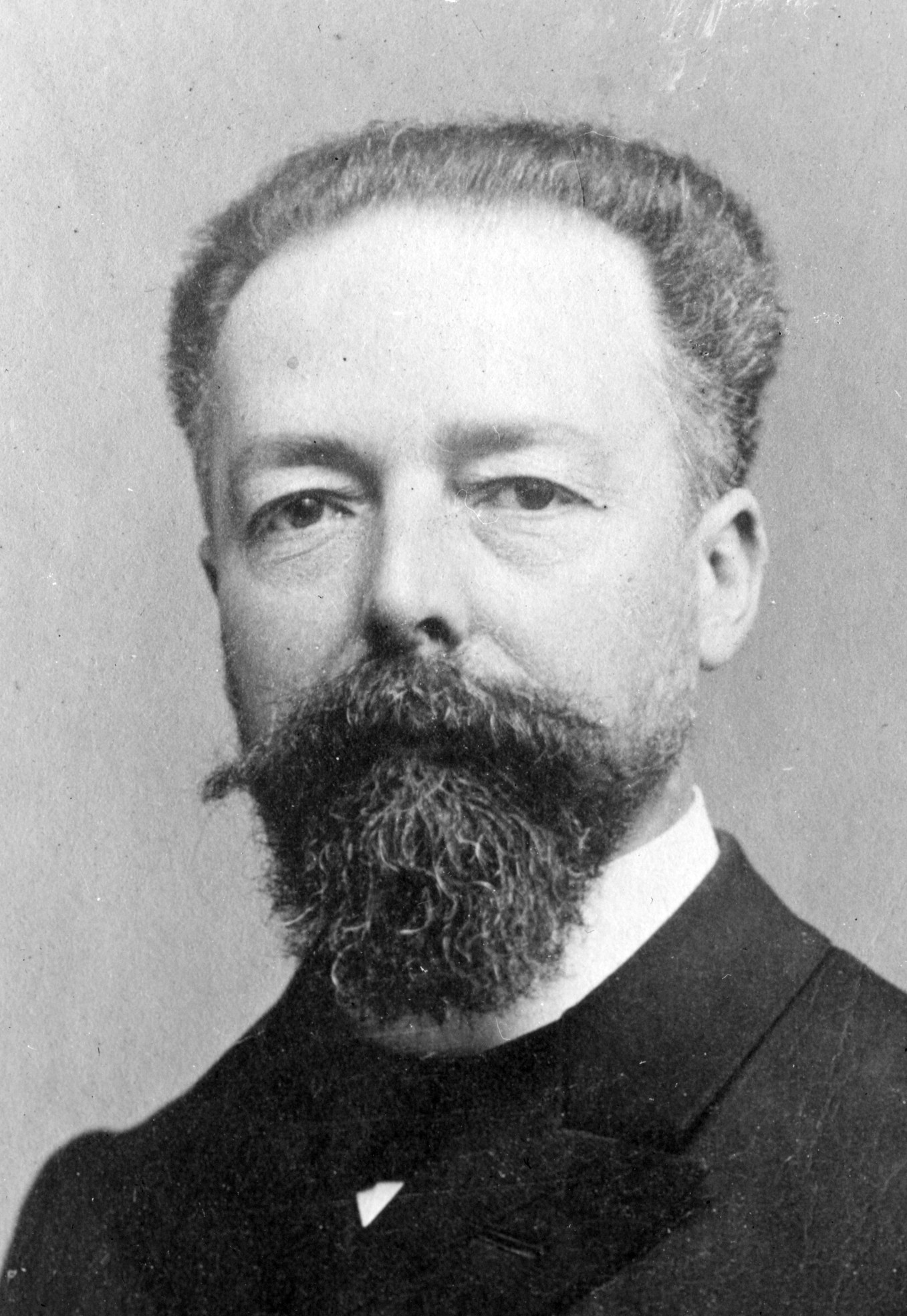
Le président Paul Doumer.
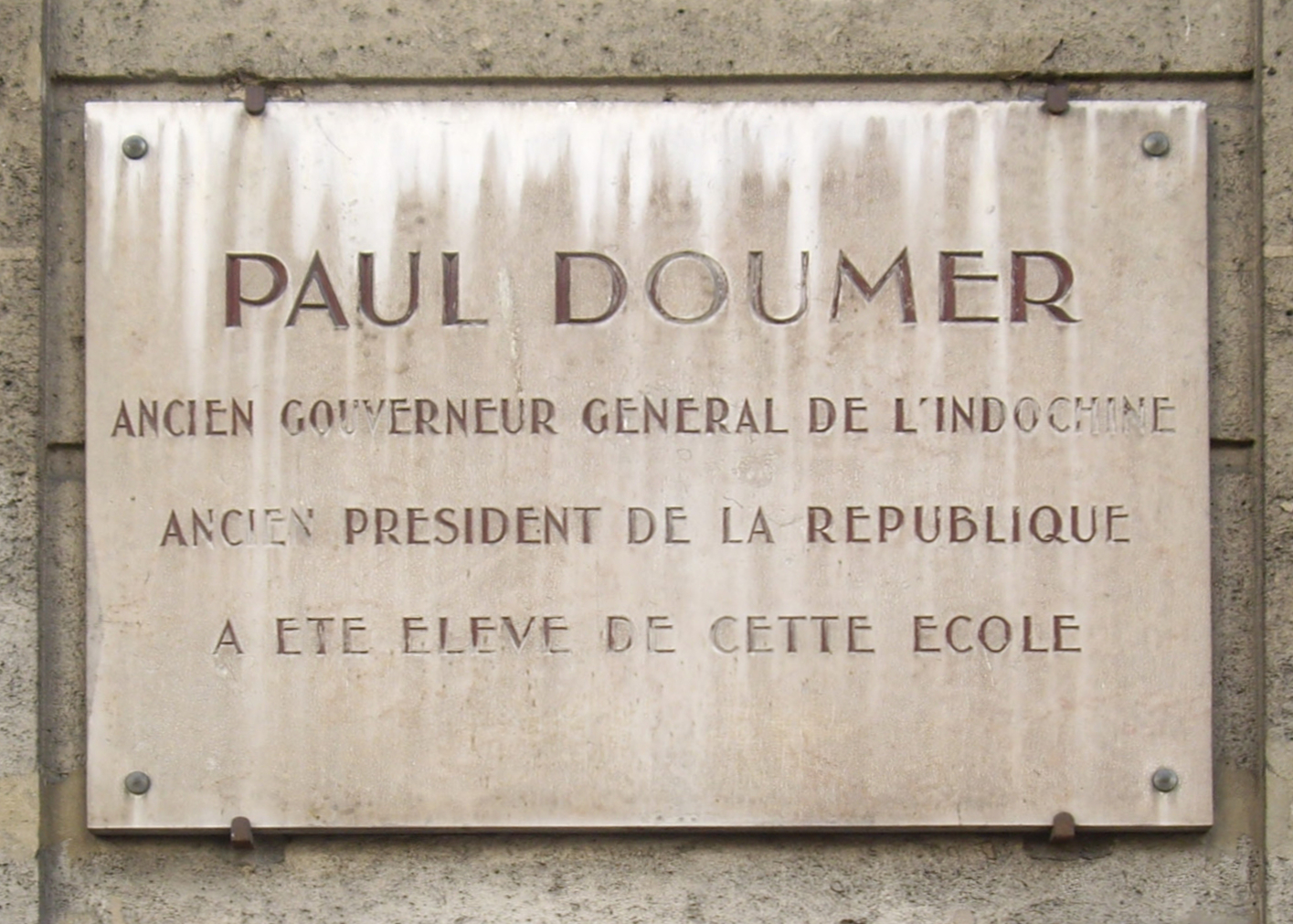
Plaque commémorative fixée sur l'école de Paul Doumer.

- No 91 à 105 : grand ensemble constitutif d'un quadruple îlot d'immeubles haussmanniens à cinq étages incorporant les rues Simart et Eugène-Süe réalisé en 1880 à l'initiative de l'architecte Paul-Casimir Fouquiau sous le nom d'« opération de Clignancourt » ; propriété de la ville de Paris, la seule parcelle n'ayant pu être achetée par la société est occupée vers 1900 par un modeste bâtiment, l'« Hôtel du quartier neuf », qui abrite par la suite le foyer Georges Legay d'Emmaüs. Ce bâtiment est démoli en 2022 pour être remplacé par une construction de style dit "Haussmann contemporain" à l'armature en bois et en béton de chanvre dont la hauteur et la dimension des fenêtres s'harmonise avec les autres immeubles de cet ensemble homogène[14],[15].
- No 140 : église Notre-Dame-du-Bon-Conseil. Le complexe paroissial est situé au 140, rue de Clignancourt. À ce numéro, dans l'alignement de la rue, se trouve un bâtiment possédant un porche par lequel on accède à une cour intérieure au fond de laquelle se dresse l'église elle-même. D'après Jacques Hillairet, jusqu'en 1906, cette église paroissiale, alors simple chapelle, dépendait de l'école des Frères de Saint-Vincent de Paul mitoyenne[16].

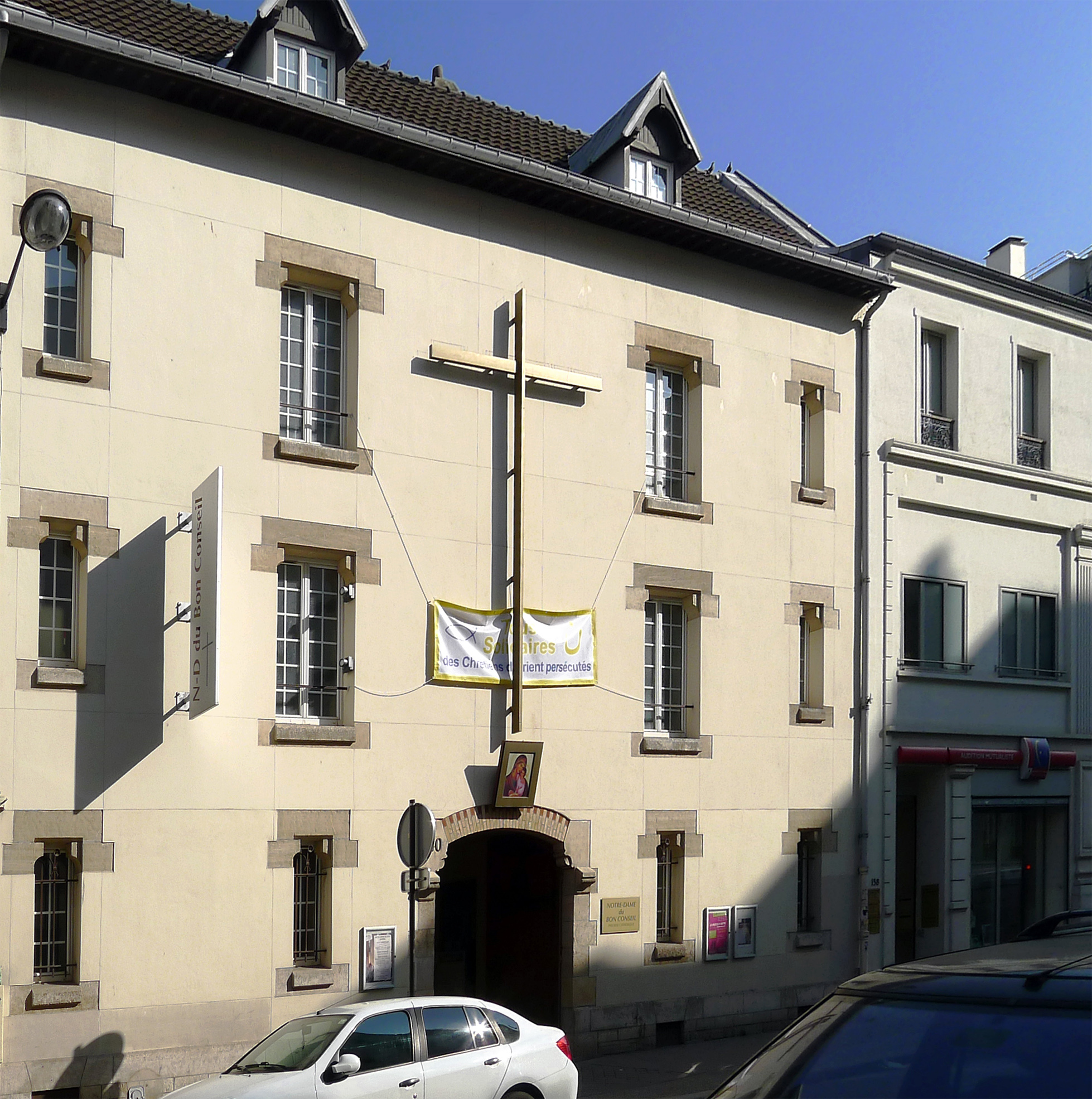
Le no 140 de la rue de Clignancourt.
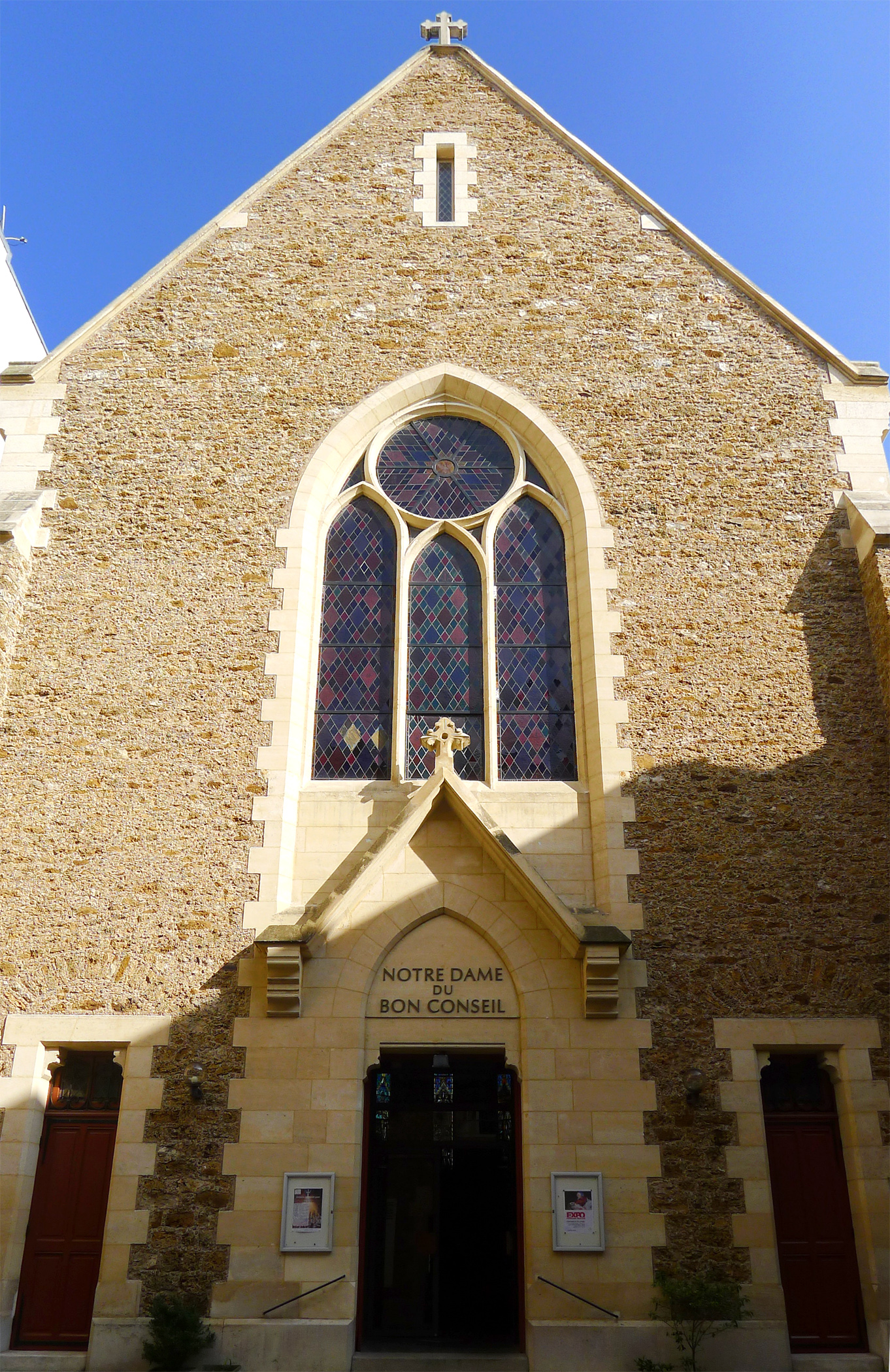
La façade de l'église.

## Dans les arts

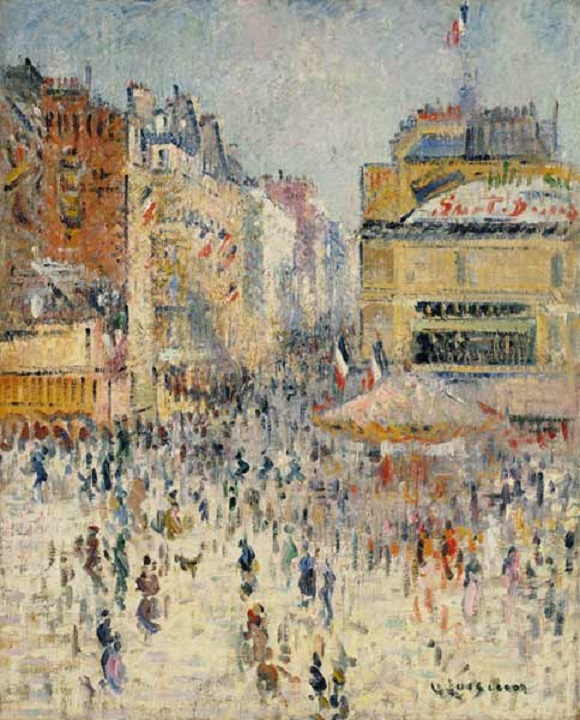
Le 14 juillet sur la rue de Clignancourt à Paris, de Gustave Loiseau (vers 1900 ?).

- Johannes V. Jensen, Louison, Intermezzo, 1899[17].